# Jamie Bamber
Jamie St John Bamber Griffith, född 3 april 1973 i London, är en brittisk skådespelare. Han är bland annat känd för rollen som Lee Adama i Battlestar Galactica och som Matt Devlin i Law & Order: UK.